# Заріччя (Шосткинський район)
Заріччя — село в Україні, у Зноб-Новгородській селищній громаді Шосткинського району Сумської області. Населення становить 33 особи. До 2016 орган місцевого самоврядування — Голубівська сільська рада.

## Географія
Село Заріччя знаходиться на березі річки Знобівка, між двома її старицями, вище за течією на відстані 1 км розташоване село Новий Світ (село ліквідовано в 1988 році), на протилежному березі — село Голубівка.

## Символіка
На гербі зображено колесо водяного млина на річці Знобівка, біля якого і було засновано хутір Веселий. А за річкою з'явилася веселка - цей сюжет вказує на історичну назву села (герб є промовистим). Веселка також вказує на веселу вдачу мешканців села.

## Історія
За переказами, село було засновано в кінці XVIII — на початку XIX століття голубівським поміщиком Осипом Степановичем Судієнком поруч зі своїм млином, що знаходився на річці Знобівка.
З дня заснування Заріччя входило до складу села Голубівки і до революції називалося в народі Веселим хутором, через веселу вдачу його мешканців.
Після смерті О. С. Судієнка, що настала 4 грудня 1811, Заріччя дісталося у спадок його синові Михайлу Йосиповичу Судієнку (1802 — 8.09.1871), а від нього перейшло до його сина Йосипа Михайловича Судієнка, який на початку 70-х років XIX століття продав його разом зі своїми володіннями в Голубівці підприємцю Родіону Георгійовичу Біловському.
Протягом усього свого існування Заріччя було невеликим населеним пунктом і в 1926 році налічувало 8 дворів, у яких проживало 34 жителя, в 1976 році — 18 дворів, в 1989 році — 36 жителів, в 2001 році — 32 жителя, а 1 січня 2008 року — 27 жителів.
12 червня 2020 року, відповідно до розпорядження Кабінету Міністрів України № 723-р «Про визначення адміністративних центрів та затвердження територій територіальних громад Сумської області», село увійшло до складу Зноб-Новгородської селищної громади.
19 липня 2020 року, в результаті адміністративно-територіальної реформи та ліквідації Середино-Будського району, село увійшло до складу новоутвореного Шосткинського району.